# St-Joseph (Lyon)

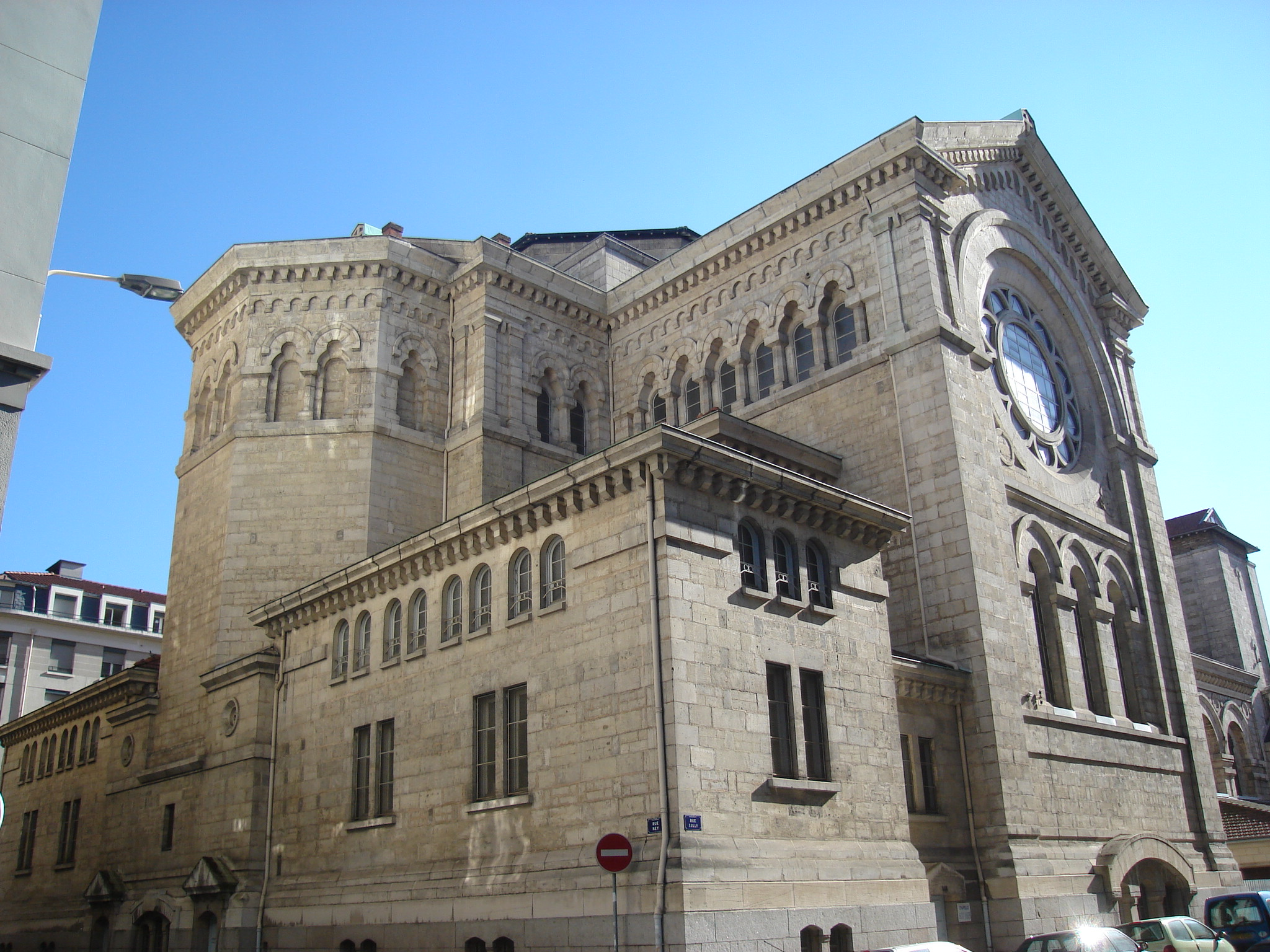
St-Joseph (Lyon)

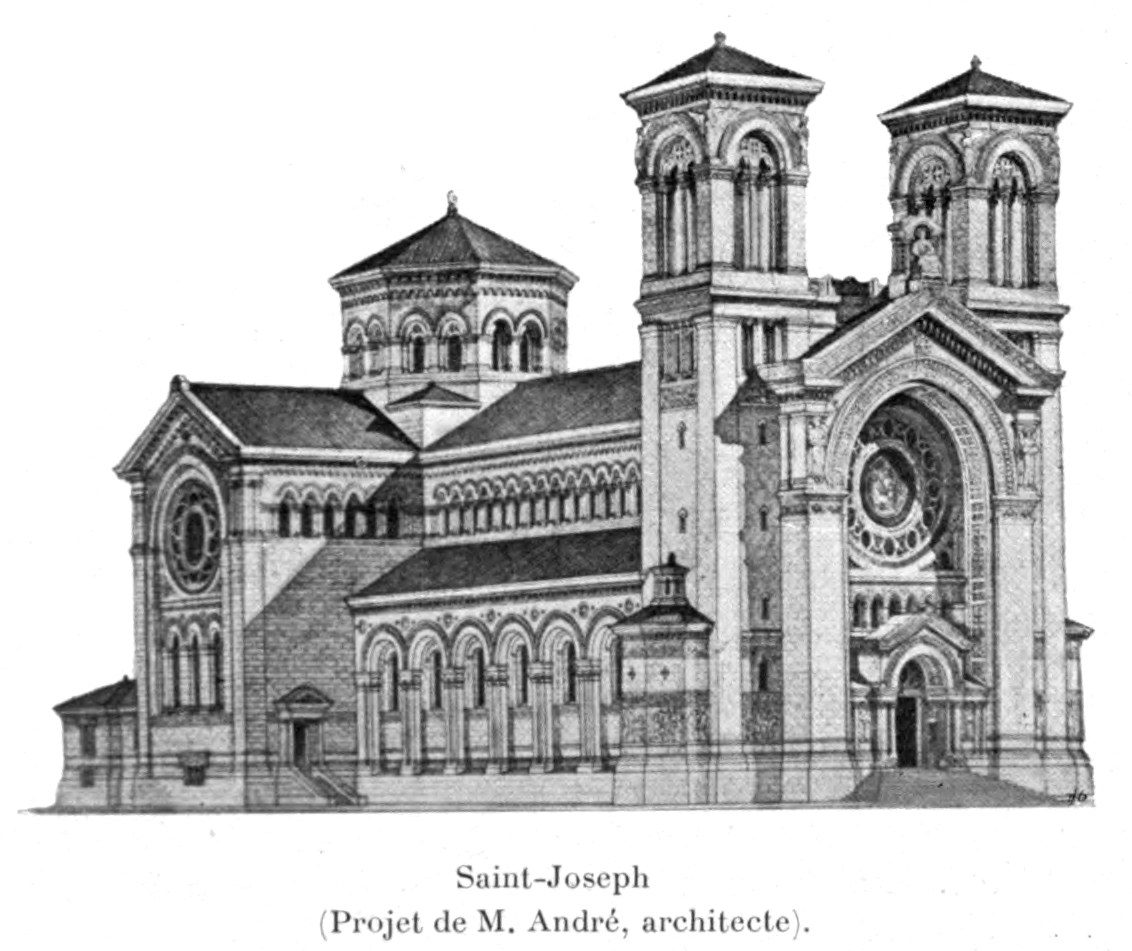
St-Joseph, Entwurf von Gaspard André

Die Kirche St-Joseph (auch: Saint-Joseph des Brotteaux) ist eine römisch-katholische Kirche im 6. Arrondissement von Lyon.
Die Kirche liegt unweit der Südspitze des Parc de la Tête d’Or zwischen den Straßen Masséna und Ney (an deren nördlichem Ende). Sie ist zu Ehren des heiligen Josef von Nazareth geweiht.

## Geschichte
Nach Gründung der Pfarrei 1872 wurde von 1886 bis 1888 der Bau einer Pfarrkirche mit Krypta durch den Architekten Gaspard André geplant und durchgeführt. In den 1930er Jahren wurde sie durch Louis Mortamet (1897–1956) vergrößert. André schwebte das Vorbild der byzantinischen Kirchen von Ravenna vor. Konzipiert war sie als dreischiffige Basilika mit Doppelturmfassade, einem Querschiff und einem polygonalen Turm über der Vierung. Weder die Fassadentürme und der Vierungsturm noch die vorgesehenen Mosaikverkleidungen und das Apsismosaik konnten realisiert werden. Die Kirche beeindruckt bei spärlicher Ausstattung durch ihre Ausmaße.

## Ausstattung
Die Fensterrosette illustriert das Leben der Jeanne d’Arc. Ein Relief erzählt das Leben Jesu.